# ミクロネシアの愛国者
ミクロネシアの愛国者(Patriots of Micronesia)は、ミクロネシア連邦の国歌。

## 概要
1979年から使われていた旧国歌『Preamble』に代えて、1991年に国歌に採用された。この曲はドイツの学生の歌であり、1949年から1952年にかけて西ドイツの非公式な国歌でもあった『Ich hab mich ergeben』の旋律を使用しており、歌詞もこの曲を大まかに訳したものである。

## 歌詞
This here we are pledging,
with heart and with hand,
Full measure of devotion
to thee, our native land,
Full measure of devotion
to thee, our native land.
Now all join the chorus,
let union abide.
Across all Micronesia
join hands on every side,
Across all Micronesia
join hands on every side.
We all work together,
with hearts, voice and hand,
Till we have made these islands
another promised land,
Till we have made these islands
another promised land.
日本語訳
我らはここに誓う
心と手をもって
全力を尽くすことを
汝　我らが祖国のために
全力を尽くすことを
汝　我らが祖国のために
さあ 皆で合唱に加わろう
団結し続けよう
ミクロネシアすべてが
あらゆる場面で手を取り合おう
ミクロネシアすべてが
あらゆる場面で手を取り合おう
みなでともに働こう
心 声 手をもって
この島々を
もうひとつの約束の地とするまで
この島々を
もうひとつの約束の地とするまで